# Margrethia obtusirostra
Margrethia obtusirostra és una espècie de peix pertanyent a la família dels gonostomàtids.

## Morfologia
Pot arribar a fer 8,3 cm de llargària màxima. 15-16 radis tous a l'aleta dorsal i 21-26 a l'anal. És de color groguenc (més fosc al dors) amb l'opercle platejat. La base de l'aleta caudal i el peduncle caudal és marró fosc. Aletes pectoral i pelvianes incolores. Aleta dorsal adiposa. Fotòfors completament desenvolupats en assolir els 27 mm de llargada.

## Alimentació
Menja crustacis i peixets.

## Hàbitat
És un peix marí, mesopelàgic i batipelàgic que viu entre 100 i 1.739 m de fondària i entre les latituds 33°N - 49°S, 98°W - 154°W. Fa migracions verticals diàries: entre 100-300 m durant el dia i entre 200-500 a la nit.

## Distribució geogràfica
Es troba a l'Atlàntic oriental (des de Portugal -incloent-hi les illes Açores- fins al Marroc, Madeira i les illes Canàries. També és present al cap Agulhas -Sud-àfrica-), l'Atlàntic occidental (des del sud-est de Florida i Bermuda fins a Veneçuela, incloent-hi el golf de Mèxic i el mar Carib), l'Atlàntic sud i les regions tropicals i subtropicals de la Conca Indo-Pacífica.

## Observacions
És inofensiu per als humans.